# 21 tháng 9
Ngày 21 tháng 9 là ngày thứ 264 (265 trong năm nhuận) trong lịch Gregory. Còn 101 ngày trong năm.

## Sự kiện
- 106 – Sau khi Hán Thương Đế qua đời khi chưa đầy 1 tuổi, anh họ là Lưu Hỗ kế vị hoàng đế triều Hán, tức Hán An Đế.
- 454 – Hoàng đế La Mã Valentinianus III tiến hành ám sát danh tướng Aetius tại Ravenna.
- 1820 – Đế quốc Maratha diệt vong sau khi chiến bại trước Anh Quốc, Công ty Đông Ấn Anh tiếp tục củng cố địa vị tại Ấn Độ.
- 1898 – Từ Hi Thái hậu phát động chính biến đồng thời đảm nhiệm nhiếp chính, cấm túc Quang Tự Đế và tìm bắt người thuộc phái cải cách, Mậu Tuất biến pháp kết thúc.
- 1942 – Nguyên mẫu B–29 Superfortress, máy bay ném bom hạng nặng và một trong những máy bay lớn nhất trong Chiến tranh thế giới thứ hai, cất cánh lần đầu tiên.
- 1946 – Thành lập Đảng Dân chủ Xã hội Việt Nam.
- 1979 – Sau khi Hoàng đế Jean–Bédel Bokassa bị lật đổ, Đế quốc Trung Phi chính thức bị giải thể.

## Sinh
- 1835 – Nguyễn Phúc Miên Thích, tước phong Hậu Lộc Quận công, hoàng tử con vua Minh Mạng (mất 1882).
- 1896 – Walter Breuning, công nhân đường sắt người Mỹ và là người đàn ông sống thọ nhất nước Mỹ từ trước đến nay (mất 2011).
- 1930 – Ngọc Cẩm vợ của nhạc sĩ Nguyễn Hữu Thiết và là mẹ của ca sĩ Hồng Hạnh (mất 2020).
- 1947 – Stephen King, nhà văn người Mỹ loại kinh dị/giả tưởng.
- 1954 – Abe Shinzō, Thủ tướng thứ 57 của Nhật Bản (mất 2022).
- 1967 – Suman Pokhrel, nhà thơ, nhà viết kịch, dịch giả và nghệ sĩ.
- 1981 – Nicole Richie, diễn viên, ca sĩ và người giao thiệp rộng Mỹ.
- 1992 – Chen thành viên nhóm nhạc Hàn Quốc, EXO.
- 1994 – Châu Vũ Đồng, nữ diễn viên người Trung Quốc.
- 1999 – Vương Tuấn Khải, trưởng nhóm nhạc TFBOYS, ca sĩ, diễn viên người Trung Quốc.

## Mất
- 1832 – Sir Walter Scott, tiểu thuyết gia và thi hoàn người Scotland (sinh 1771).
- 2005 – Lê Quang Lưỡng, Chuẩn tướng Quân lực Việt Nam Cộng hòa (sinh 1932).
- 2018 – Trần Đại Quang – Chủ tịch nước Việt Nam (sinh 1956).

## Những ngày lễ và kỷ niệm
- Ngày Quốc tế Hòa bình (International Day of Peace) (trước đây là ngày khai mạc Đại hội đồng LHQ[1]).